# Liste der olympischen Medaillengewinner aus Deutschland/O
- Obergföll, Christina
Olympische Sommerspiele 2008, (GER): Silbermedaille, Leichtathletik „Speerwurf Frauen“
Olympische Sommerspiele 2012, (GER): Silbermedaille, Leichtathletik „Speerwurf Frauen“
- Oberhoffner-Weiß, Ute
Olympische Winterspiele 1984, (GDR): Bronzemedaille, Rennrodeln „Einsitzer Frauen“
Olympische Winterspiele 1988, (GDR): Silbermedaille, Rennrodeln „Einsitzer Frauen“
- Obschernikat, Werner
Olympische Sommerspiele 1984, (FRG): Bronzemedaille, „Wasserball Männer“
- Obst, Michael
Olympische Sommerspiele 1960, (EAU): Goldmedaille, Rudern „Vierer mit Steuermann“
- Ocik, Hannes
Olympische Sommerspiele 2016, (GER): Silbermedaille, Rudern „Achter Männer“
Olympische Sommerspiele 2020, (GER): Silbermedaille, Rudern „Achter Männer“
- Odebrecht, Viola
Olympische Sommerspiele 2004, (GER): Bronzemedaille, Fußball „Frauen“
- Oelke, Jürgen
Olympische Sommerspiele 1964, (EAU): Goldmedaille, Rudern „Vierer mit Steuermann“
- Oelkers-Caragioff, Olga
Olympische Sommerspiele 1928, (GER): Bronzemedaille, Fechten „Florett Einzel Frauen“
- Oelschlägel, Eric
Olympische Sommerspiele 2016, (GER): Silbermedaille, Fußball „Männer“
- Oesterreich, Rolf
Olympische Winterspiele 1976, (GDR): Silbermedaille, Eiskunstlauf „Paare“
- Ogunleye, Yemisi
Olympische Sommerspiele 2024, (GER): Goldmedaille, Leichtathletik „Kugelstoßen Frauen“
- Okrent, Detlef
Olympische Sommerspiele 1936, (GER): Silbermedaille, Feldhockey „Männer“
- Olbricht, Bernd
Olympische Sommerspiele 1976, (GDR): Goldmedaille, Kanurennsport „K2 500 Meter Männer“
Olympische Sommerspiele 1976, (GDR): Silbermedaille, Kanurennsport „K2 1000 Meter Männer“
Olympische Sommerspiele 1980, (GDR): Bronzemedaille, Kanurennsport „K2 500 Meter Männer“
Olympische Sommerspiele 1980, (GDR): Goldmedaille, Kanurennsport „K4 1000 Meter Männer“
- Oldhafer, Pia-Sophie
Olympische Sommerspiele 2016, (GER): Bronzemedaille, Feldhockey „Frauen“
- Omilade, Navina
Olympische Sommerspiele 2004, (GER): Bronzemedaille, Fußball „Frauen“
- Opitz, Lucille
Olympische Winterspiele 2006, (GER): Goldmedaille, Eisschnelllauf „Teamverfolgung Frauen“
- Oppelt, Britta
Olympische Sommerspiele 2004, (GER): Silbermedaille, Rudern „Doppelzweier Frauen“
Olympische Sommerspiele 2008, (GER): Bronzemedaille, Rudern „Doppelvierer Frauen“
Olympische Sommerspiele 2012, (GER): Silbermedaille, Rudern „Doppelvierer Frauen“
- Ortmann, Günter
Olympische Sommerspiele 1936, (GER): Goldmedaille, Feldhandball „Männer“
- Oruz, Selin
Olympische Sommerspiele 2016, (GER): Bronzemedaille, Feldhockey „Frauen“
- Oruz, Timur
Olympische Sommerspiele 2016, (GER): Bronzemedaille, Feldhockey „Männer“
- Osborne, Jason
Olympische Sommerspiele 2020, (GER): Silbermedaille, Rudern „Leichtgewichts-Doppelzweier Männer“
- Osselmann, Rainer
Olympische Sommerspiele 1984, (FRG): Bronzemedaille, Wasserball „Männer“
- Ostholt, Frank
Olympische Sommerspiele 2008, (GER): Goldmedaille, Vielseitigkeitsreiten „Mannschaft“
- Ostler, Andreas
Olympische Winterspiele 1952, (GER): Goldmedaille, Bobsport „Zweierbob Männer“
Olympische Winterspiele 1952, (GER): Goldmedaille, Bobsport „Viererbob Männer“
- Osygus, Simone
Olympische Sommerspiele 1992, (GER): Bronzemedaille, Schwimmen „4-mal-100-Meter-Freistilstaffel Frauen“
Olympische Sommerspiele 1996, (GER): Bronzemedaille, Schwimmen „4-mal-100-Meter-Freistilstaffel Frauen“
- Ott, Niko
Olympische Sommerspiele 1968, (FRG): Goldmedaille, Rudern „Achter Männer“
- Ott, Patricia
Olympische Sommerspiele 1984, (FRG): Silbermedaille, Feldhockey „Frauen“
- Otte, Katharina
Olympische Sommerspiele 2016, (GER): Bronzemedaille, Feldhockey „Frauen“
- Otto, Björn
Olympische Sommerspiele 2012, (GER): Silbermedaille, Leichtathletik „Stabhochsprung Männer“
- Otto, Frank
Olympische Sommerspiele 1984, (FRG): Bronzemedaille, „Wasserball Männer“
- Otto, Kristin
Olympische Sommerspiele 1988, (GDR): Goldmedaille, Schwimmen „50 Meter Freistil Frauen“
Olympische Sommerspiele 1988, (GDR): Goldmedaille, Schwimmen „100 Meter Freistil Frauen“
Olympische Sommerspiele 1988, (GDR): Goldmedaille, Schwimmen „100 Meter Rücken Frauen“
Olympische Sommerspiele 1988, (GDR): Goldmedaille, Schwimmen „100 Meter Schmetterling Frauen“
Olympische Sommerspiele 1988, (GDR): Goldmedaille, Schwimmen „4-mal-100-Meter-Freistilstaffel Frauen“
Olympische Sommerspiele 1988, (GDR): Goldmedaille, Schwimmen „4-mal-100-Meter-Lagenstaffel Frauen“
- Otto, Louise
Olympische Sommerspiele 1912, (GER): Silbermedaille, Schwimmen „4-mal-100-Meter-Freistilstaffel Frauen“
- Otto, Sylke
Olympische Winterspiele 2002, (GER): Goldmedaille, Rennrodeln „Einsitzer Frauen“
Olympische Winterspiele 2006, (GER): Goldmedaille, Rennrodeln „Einsitzer Frauen“
- Otto Werner (Radsportler)
Olympische Sommerspiele 1972, (GDR): Silbermedaille, Bahnradsport „Tandem Männer“
- Overesch, Bettina
Olympische Sommerspiele 1984, (FRG): Bronzemedaille, Vielseitigkeitsreiten „Mannschaft“
- Ovtcharov, Dimitrij
Olympische Sommerspiele 2008, (GER): Silbermedaille, Tischtennis „Mannschaft Männer“
Olympische Sommerspiele 2012, (GER): Bronzemedaille, Tischtennis „Einzel Männer“
Olympische Sommerspiele 2012, (GER): Bronzemedaille, Tischtennis „Mannschaft Männer“
Olympische Sommerspiele 2016, (GER): Bronzemedaille, Tischtennis „Mannschaft Männer“
Olympische Sommerspiele 2020, (GER): Bronzemedaille, Tischtennis „Einzel Männer“